# Лук двузубый
Лук двузубый (лат. Allium bidentatum) — многолетнее травянистое растение, вид рода Лук (Allium) семейства Луковые (Alliaceae).

## Распространение и экология
В природе ареал вида охватывает Казахстан, Монголию, Китай и Россию (Читинская область, Красноярский край и Бурятия).
Произрастает по щебнистым и каменистым склонам.

## Ботаническое описание
Корни многочисленные, почти шнуровидные. Луковицы почти цилиндрические, диаметром около 0,5 см, с буроватыми, почти кожистыми, расщеплёнными на параллельные бахромки оболочками, скучены по нескольку и прикреплены к горизонтальному корневищу, вместе с бесплодными образующие довольно густую дернинку. Стебель высотой 10—25 см, тонкий, прямой, ребристый.
Листья в числе трёх, сближенные у основания стебля, полуцилиндрические, желобчатые, толщиной 1—1,5 мм, по краю шероховатые, немного короче стебля.
Чехол в два раза короче зонтика, коротко-заострённый, остающийся. Зонтик полушаровидный, реже почти шаровидный, немногоцветковый, густой. Листочки широко-колокольчатого околоцветника тёмно-розовые с мало заметной жилкой, длиной 5—6 мм, внутренние продолговато-эллиптические, почти линейно-продолговатые, тупые, почти усечённые, наружные короче внутренних, продолговато-яйцевидные, тупые. Нити тычинок немного короче листочков околоцветника, при самом основании между собой и с околоцветником сросшиеся. Столбик не выдается из околоцветника.
Коробочка в полтора раза короче околоцветника.

## Таксономия
Вид Лук двузубый входит в род Лук (Allium) семейства Луковые (Alliaceae) порядка Спаржецветные (Asparagales).
|  |                                      |  |                                                             |                                                             |                   |  | ещё 24 семейства (согласно Системе APG II) | ещё 24 семейства (согласно Системе APG II) |                     |  |  |  | ещё более 870 видов |
|  |                                      |  |                                                             |                                                             |                   |  | ещё 24 семейства (согласно Системе APG II) | ещё 24 семейства (согласно Системе APG II) |                     |  |  |  | ещё более 870 видов |
|  |                                      |  |                                                             | порядок Спаржецветные                                       |                   |  |                                            |                                            | род Лук             |  |  |  |                     |
|  |                                      |  |                                                             | порядок Спаржецветные                                       |                   |  |                                            |                                            | род Лук             |  |  |  |                     |
|  | отдел Цветковые, или Покрытосеменные |  |                                                             |                                                             | семейство Луковые |  |                                            |                                            | вид Лук двузубый    |  |  |  |                     |
|  | отдел Цветковые, или Покрытосеменные |  |                                                             |                                                             | семейство Луковые |  |                                            |                                            |                     |  |  |  |                     |
|  |                                      |  | ещё 44 порядка цветковых растений (согласно Системе APG II) | ещё 44 порядка цветковых растений (согласно Системе APG II) |                   |  |                                            | ещё около 300 родов                        | ещё около 300 родов |  |  |  |                     |
|  |                                      |  |                                                             | ещё 44 порядка цветковых растений (согласно Системе APG II) |                   |  |                                            |                                            | ещё около 300 родов |  |  |  |                     |